# 245 av. J.-C.
Cette page concerne l'année 245 av. J.-C. du calendrier julien proleptique.

## Événements
- Printemps (date probable) : victoire navale d'Antigone II Gonatas au large d'Andros dans le cadre de la guerre qui oppose les deux nouveaux rois Ptolémée III Évergète et Séleucos II. Ptolémée se retire de Syrie à la suite d'une révolte en Égypte[1].
- 25 juin (21 avril du calendrier romain) : début à Rome du consulat de Marcus Fabius Buteo et Caius Atilius Bulbus[2].
  - Victoire navale des Romains à Aegimurus sur les Carthaginois, selon Florus. La flotte romaine, chargée de butin, aurait été à son tour détruite par la tempête[2].
- Été : Aratos de Sicyone, devenu stratège de la Ligue achéenne[3], attaque la côte septentrionale du golfe de Corinthe (Locride occidentale et Kalydon)[4]. Il tente de libérer le Péloponnèse de la présence macédonienne et persuade les Béotiens de se soulever.
- Automne : la Ligue des Étoliens, proche de Gonatas, bat la Ligue des Béotiens alliée de la Ligue achéenne pro-Alexandre à Chéronée[4]. Mort d'Alexandre, fils de Cratère et gouverneur de Corinthe révolté, dans des circonstances inconnues. Gonatas récupère ses possessions en Grèce centrale (Corinthe, l’Eubée, etc.)[5].

- Antiochos Hiérax enlève l'Asie Mineure à son frère Séleucos II[6].

## Naissances
- Hasdrubal Barca

## Décès
- Pairisadès II, roi du Bosphore.